# 合鹿椀
合鹿椀（ごうろくわん）は、石川県能登町（旧柳田村）の合鹿地方でつくられる漆器椀のこと。

## 特徴
床に置いた状態で、食事が出来るように、通常より高台が高い特有の形で知られる。
漆の技法は平安時代末期に出現した渋下地漆器という技法を受け継いでおり、輪島塗の特徴の一つである布着せを行っている。

## 歴史
成立は不明だが、文献で最も古いものは元禄7年（1694年)、現存する合鹿椀も元禄年間のものと分析されている。漆の技法は柿渋を下地として使う平安時代末期の技法を継承しているが、成立を中世までとする証拠は発見されていない。
合鹿椀は明治時代まで作られていたが、他の漆器や陶磁器に押されて、一旦は生産が途絶えていた。その後、昭和63年(1988年)より旧柳田村文化財保護審議会委員の呼び掛けによって本格的な調査が始まり、平成5年(1993年)に調査結果の報告書『合鹿椀』(発行/柳田村)がまとめられ、合鹿椀類として村の文化財に指定された。
平成21年(2009年)、珠洲市生まれの木彫作家であった大宮静時により復元された。その後、輪島塗の作家である角偉三郎も合鹿椀を創作している。